# 阳澄湖生态休闲旅游度假区
阳澄湖生态休闲旅游度假区是中华人民共和国江苏省苏州市相城区下辖的一个类似乡级单位。

## 行政区划
下辖以下地区：
沺泾社区、清水村、新泾村、洋沟娄村、莲花村和渔业村。